# Männer-Handballnationalmannschaft von Bahrain
Die Männer-Handballnationalmannschaft von Bahrain vertritt die Bahrain Handball Federation bei Länderspielen im Handball. Der Verband gehört zur Asiatischen Handballföderation und seit 1978 zur Internationalen Handballföderation.

## Teilnahme an Wettbewerben
Die Mannschaft belegte bei den Asienmeisterschaften 2010 den zweiten Platz und qualifizierte sich damit erstmals für die Teilnahme an einer Weltmeisterschaft. Bei der Weltmeisterschaft 2011 in Schweden spielte das Team in der Vorrundengruppe A gegen Frankreich, Spanien, Deutschland, Tunesien und Ägypten. Gegen Ägypten errang das Team einen Sieg, trotzdem wurde es Gruppenletzter. Mit einem Erfolg gegen Australien beendete Bahrain das Turnier auf dem 23. und damit vorletzten Platz.
Als Zweiter der Asienmeisterschaft 2014 qualifizierte sich Bahrain für die Weltmeisterschaft 2015 in Katar, gab aber im November 2014 bekannt, nicht an dem Turnier teilzunehmen. Gründe für den Verzicht wurden nicht bekannt, jedoch wird vermutet, dass dieses politische Hintergründe haben könnte. Kurz darauf erklärte der Verband, doch an der Weltmeisterschaft teilnehmen zu wollen, diesmal erfolgte aber der Ausschluss seitens der Internationalen Handballföderation, die den Platz bei der Endrunde neu vergab.
Wieder jeweils als Zweiter der Asienmeisterschaften qualifizierte sich die Mannschaft für die Weltmeisterschaft 2017 und die Weltmeisterschaft 2019, konnte dort jeweils ein Spiel gewinnen und belegte den 23. und den 20. Platz. Bei der Weltmeisterschaft 2021 belegte das Team den 21. Platz.
Nach dem Belegen des 1. Platzes beim asiatischen Olympia-Qualifikationsturnier 2019 in Doha nahm Bahrain bei den Spielen der XXXII. Olympiade 2021 in Tokio erstmals an Olympischen Spielen teil; mit einem Sieg (gegen Japan) in fünf Spielen der Vorrundengruppe B belegte das Team Platz 4 dieser Gruppe und schied im Viertelfinale gegen Frankreichs Equipe aus.

## Trainer
Von April 2017 bis Februar 2018 wurde das Team Bahrains von Guðmundur Guðmundsson trainiert. Aron Kristjánsson trainierte die Mannschaft von April 2018 bis Sommer 2020. Im August 2020 wurde Michael Roth als Trainer bis Januar 2022 verpflichtet, der jedoch nur kurze Zeit später zurücktrat und ab November 2020 durch Halldór Jóhann Sigfússon ersetzt wurde. Im März 2021 wurde erneut Aron Kristjánsson Trainer des Teams, die er bis zum Jahr 2025 betreute.